# Mortelle randonnée
Mortelle randonnée is een Franse film van Claude Miller uit 1983. De dramafilm met hoofdrollen voor Michel Serrault en Isabelle Adjani was geen cinemasucces maar verkreeg decennia later wel erkenning, onder meer vanwege de sterke beelden van director of photography Pierre Lhomme.
Mortelle randonnée is een verfilming van het boek Eye of the Beholder uit 1980 van de in Frankrijk wonende en werkende maar Amerikaanse schrijver Marc Behm. De Franse vertaling van het boek verscheen in 1981 onder dezelfde titel, Mortelle randonnée. Waar in het boek de tocht doorheen de Verenigde Staten voert, kozen de scenarioschrijvers Michel Audiard en Jacques Audiard voor een Europese reis. Het thema van het verloren kind lag zeer persoonlijk voor zowel hoofdrolspeler Michel Serrault als voor scenarioschrijver Michel Audiard, ze verloren beiden enkele jaren eerder een kind.
In 1984 is Michel Serrault voor zijn rol genomineerd voor een César voor beste acteur en Stéphane Audran voor een César voor beste vrouwelijke bijrol. Ze werden evenwel geen van beide laureaat.

## Verhaallijn
Het is het verhaal van een detective die doorheen heel Europa een jonge vrouw achtervolgt. De detective, Louis Beauvoir, is na de scheiding het contact met zijn vrouw en klein dochtertje volledig verloren, een dochtertje waarvan hij enkel een foto heeft. Wanneer hij tijdens een onderzoek een jonge vrouw, Catherine Leiris, ziet moorden besluit hij eerder dan haar aan te geven haar te volgen en beschermen. De vrouw wordt evenwel opgejaagd door de politie en uiteindelijk kan Louis niet verhinderen dat Catherine zich in een parkeergarage door de zijruit van een van de hogere verdiepingen boort met haar auto en zo zelfmoord pleegt.

## Rolverdeling
| Acteur             | Personage                                                                                               |
| ------------------ | --- |
| Michel Serrault    | Louis Beauvoir, l'Œil                                                                                   |
| Isabelle Adjani    | Catherine Leiris / Lucie Brentano / Ève Granger / Dorothée Ortis / Ariane Chevalier / Charlotte Vincent |
| Guy Marchand       | De bleke man                                                                                            |
| Stéphane Audran    | Germaine, de dame in het grijs                                                                          |
| Macha Méril        | Madeleine Beauvoir                                                                                      |
| Geneviève Page     | mevrouw Schmitt-Boulanger                                                                               |
| Sami Frey          | Ralph Forbes                                                                                            |
| Dominique Frot     | Betty                                                                                                   |
| Patrick Bouchitey  | Michel de Meyerganz                                                                                     |
| Isabelle Ho        | Cora Pallenberg                                                                                         |
| Jean-Claude Brialy | Voragine                                                                                                |
| Jeanne Herviale    | de tante van Vittel                                                                                     |
| François Bernheim  | Jerry                                                                                                   |

## Productie
De tocht voert de protagonisten van Monte Carlo tot Biarritz, van het Hotel Métropole in Brussel, naar Rome en van Hotel Brenner in Baden-Baden tot de Miami Fast Food in Seine-Saint-Denis. De slotscène met de achtervolging en zelfmoord van Catherine is opgenomen in hartje Brussel en in de Parking 58.
Een themalied in de film is Der Hirt auf dem Felsen van Franz Schubert. De eenzaamheid van de herder op de velden wordt zo overgezet naar de eenzaamheid van Catherine op haar tocht.  Ook aanwezig in de film, filmmuziek van Carla Bley waaronder een aantal variaties op het populaire nummer La Paloma ade. Ook haar bewerkingen van fragmenten van nummers uit het album A genuine tong funeral van Gary Burton maken deel uit van de soundtrack.
Wanneer Catherine voor een vitrine van een winkel met televisietoestellen aan het praten is, ziet men fragmenten uit de stomme film Der letzte Mann van Friedrich Wilhelm Murnau uit 1924 op de schermen.